# Acacia belairioides
Vachellia belairioides là một loài rau đậu thuộc họ Fabaceae.
Loài này chỉ có ở Cuba.
Chúng hiện đang bị đe dọa vì mất môi trường sống.